# Сайкс, Плам
Викто́рия «Плам» Сайкс (англ. Victoria «Plum» Sykes; 4 декабря 1969, Лондон, Англия, Великобритания) — американская писательница, журналистка и актриса
.

## Ранние годы
Виктория Сайкс (настоящее имя Плам) родилась в Лондоне (Англия, Великобритания), а выросла в Севеноксе (графство Кент). У неё есть пятеро братьев и сестёр, включая сестру-близнеца Люси Сайкс; их родители, Марк Сайкс и Валери Гоад, ныне разведены.
Плам окончила «Ide Hill Church Of England Primary School», «Walthamstow Hall» и Вустер-колледж в Оксфорде.

## Карьера
Плам начала свою карьеру в качестве журналиста в 1993 году, став модным ассистентом британского «Vogue». В этом же году Сайкс фигурировала в числе прочих дизайнера Беллы Фрейд и модели Стеллы Теннант в «Babes in London», фотосессии американца Стиеном Майзелом (ответственный в 1992 году за спортивную коллекцию певицы Мадонны), который был подготовлен гуру моды Изабеллой Блау (1958—2007).
В 2004 году вышла дебютная книга Плам «Бергдорфские блондинки», а в 2006 году вторая — «Разведённая дебютантка».
В 2008 году Плам дебютировала в кино, сыграв роль писательницы «Vogue» в телесериале «Секс в большом городе».

## Личная жизнь
С 2005 года Плам замужем за предпринимателем Тоби Роулендом. У супругов есть две дочери — Урсула Роуленд (род. в октябре 2006) и Тесс Роуленд (род. в июне 2010).

## Фильмография
| Год  |   | Русское название      | Оригинальное название | Роль                 |
| ---- | - | --------------------- | --------------------- | -------------------- |
| 2008 | с | Секс в большом городе | Sex in the City       | писательница «Vogue» |